# Coltauco
Coltauco este un târg și comună din provincia Cachapoal, regiunea O'Higgins, Chile, cu o populație de 17.918 locuitori (2012) și o suprafață de 224,7 km2.